# 曲頜形翼龍屬
曲頜形翼龍屬（屬名：Campylognathoides），意思為“彎曲的頜部”，是翼龍目的一屬，化石發現於德國巴登－符騰堡的侯茲馬登頁岩層（Holzmaden shale），地質年代為侏儸紀早期，第一個化石由翅膀碎片構成，最初被歸類於翼手龍屬的一種。之後發現更多保存良好的化石，Felix Plieninger根據這些新化石，建立為新屬。目前已發現約20個曲頜形翼龍的標本。
曲頷形翼龍的在1894年被命名時，原本名為Campylognathus，後來發現膜翅目的一屬已使用這個名稱，因此改為Campylognathoides。

## 發現歷史

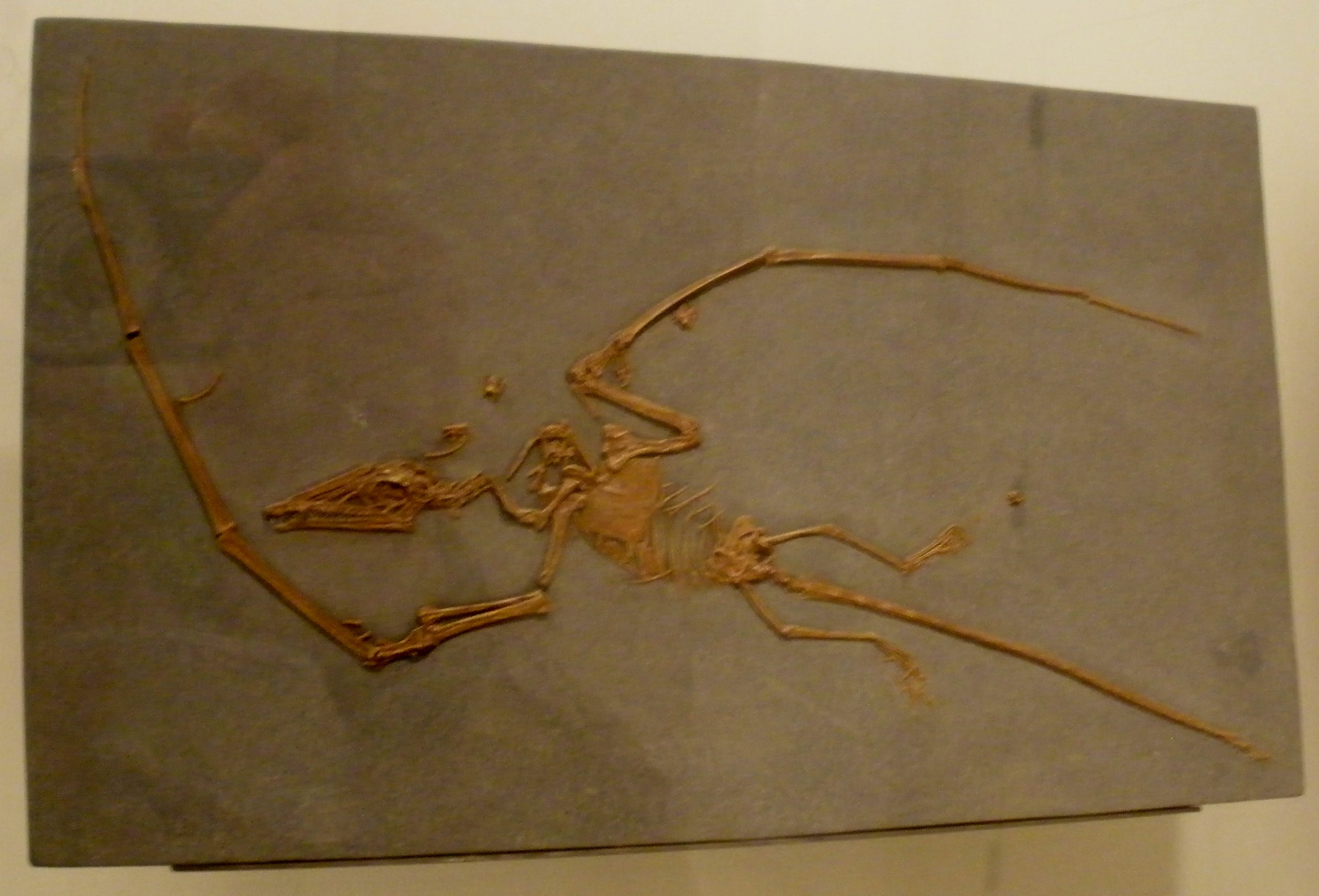
曲頜形翼龍的化石

在1858年，Friedrich August von Quenstedt將發現於巴登－符騰堡的一些化石，命名為翼手龍屬的新種，里阿斯翼手龍（P. liasicus）。種名是以里阿斯群（Lias Group）為名，里阿斯也成為侏儸紀早期的別名。正模標本（編號GPIT 9533）是一些翼部骨頭，地質年代約1億8000萬年前，相當於侏儸紀早期的托阿爾階早期。Quenstedt根據翼部的掌骨長，而推論牠們不屬於尾巴長的喙嘴翼龍類，因此歸類於翼手龍的新種。
在1893年，化石收集家Bernhard Hauff在巴登－符騰堡的侯茲馬登附近，發現一個大型翼龍類的身體骨骼。在1894年，Felix Plieninger將這個標本建立為新屬，曲頜翼龍。模式種是奇氏曲頜翼龍（Campylognathus zitteli），屬名是由古希臘文的彎曲（kampylos）與頜部（gnathos）所構成，意指正模標本（編號SMNS 97）的彎曲下頜；種名則是以古生物學家Alfred von Zittel為名。
在1897年，Bernhard Hauff發現另一個化石，之後在1903年交給美國匹茲堡的卡內基自然史博物館。這個化石（編號CM 11424）是目前最完整的曲頜形翼龍標本。
在1901年，Felix Plieninger重新研究里阿斯翼手龍，發現von Quenstedt鑑定時發生錯誤，這個化石的掌骨其實很短，顯示牠們是種喙嘴翼龍類。在1906年，Plieninger將里阿斯翼手龍、匹茲堡標本改歸類到曲頜翼龍，但並沒有命名新種名。在1907年，Plieninger才將這些標本建立為曲頜翼龍的新種，里阿斯曲頜翼龍（C. liasicus），正模標本是匹茲堡的編號CM 11424標本。
之後在1920年代，挪威昆蟲學家Embrik Strand發現某種非洲的異翅亞目早已使用「Campylognathus」這個學名。由於其他動物已使用這個學名，必須建立新的名稱。在1928年，Embrik Strand將其改名為曲頜形翼龍（Campylognathoides）。

### 物種
奇氏曲頜形翼龍、里阿斯曲頜形翼龍的差異，目前仍有爭議。在1925年，瑞典古生物學家卡爾·維曼（Carl Wiman）提出兩者的形態差異，奇氏曲頜形翼龍的雙翼比例較長，里阿斯曲頜形翼龍的雙翼相對較小。在2009年，凱文·帕迪恩（Kevin Padian）提出這其實是個體發生學的差異，隨者個體的生長，雙翼逐漸變大。至於下頜牙齒數亮、口鼻部與鼻孔長度、薦椎與薦部肋骨數量、後肢長度，都可能與生長年齡差異有關。凱文·帕迪恩仍暫時分開這兩個種，但將其中兩個較大型標本，改歸類於奇氏曲頜形翼龍。
在1974年，印度古生物學家Sohan Lal Jain將一個頜部骨頭碎片（編號ISI R. 48）建立為新種，印度曲頜形翼龍（C. indicus）。凱文·帕迪恩認為這個種是疑名，化石可能是魚類骨頭。此外，化石發現於哥打組（Kota Formation），地質年代為侏儸紀中期或更晚，在生存環境、年代都離曲頜形翼龍相當遠。

## 敘述

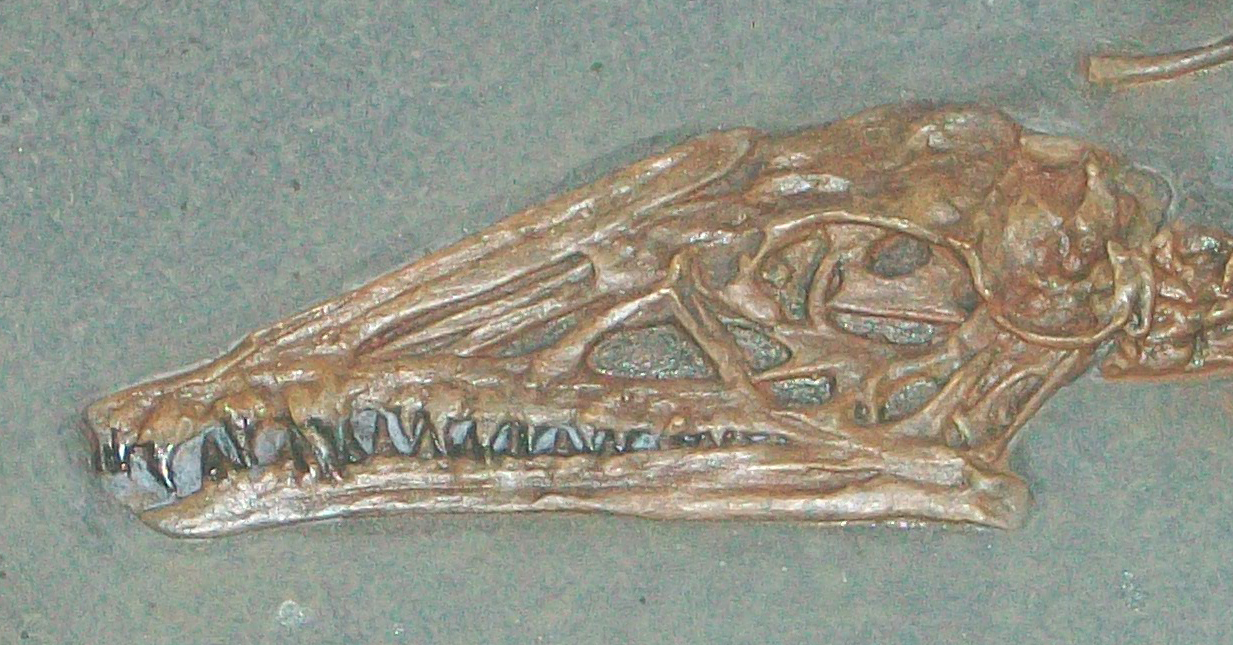
曲頜形翼龍的頭顱骨，美國自然史博物館

矛頜翼龍、曲頜形翼龍生存於相同地區、相同時代。與近親矛頜翼龍相比，曲頜形翼龍的喙狀嘴較短，頭顱骨較修長。具有大眼眶、大型鞏膜環（Sclerotic ring），在頭顱骨的位置低，位於狹窄的顴骨上方。某些研究人員推測，曲頜形翼龍可能有良好的視力，或者是夜行性動物。頭顱骨的後段高而平坦。口鼻部修長，前端呈尖狀、稍微向上彎曲。口鼻部有非常狹長的鼻孔。鼻孔下方是小型、三角形的眶前孔。
曲頜形翼龍的牙齒短、呈圓椎狀、內側傾斜，形成銳利的切割面；其近親矛頜翼龍的牙齒長，是明顯的異型齒動物。每邊前上頜骨有四顆牙齒，牙齒間隔寬，越後面牙齒越大，第四顆是最大牙齒。上頜骨有10顆較小的牙齒，越後面牙齒越小。奇氏曲頜形翼龍的下頜有16到19顆牙齒，里阿斯曲頜形翼龍的下頜有12到14顆牙齒。牙齒總數最多可達66顆牙齒。
根據凱文·帕迪恩在2009年的研究，曲頜形翼龍有8節頸椎、14節背椎、4或5節薦椎、以及38節尾椎。尾巴基部有6節短尾椎，具可動性；後段尾椎有非常長骨突，因此尾巴後段較為堅挺，可能在飛行時有方向舵的功能。
曲頜形翼龍的胸骨大、呈長方形。肱骨短而粗壯、擁有方型的三角嵴（Deltopectoral crest）。前臂也很短。手部的掌骨短，但支撐翼膜的第四指相當長，第四指的第二指骨是最長的。翅骨（Pteroid bone）短而粗壯。
曲頜形翼龍的骨盆特徵研究較少。在1982年，布倫瑞克的一個頁岩採石場發現一個保存良好的曲頜形翼龍骨盆化石（編號BSP 1985 I 87）。根據彼得·沃爾赫費爾（Peter Wellnhofer）的研究，因為臀窩位在側面往上位置，曲頜形翼龍在地面上行走時，必須採取四肢往兩側延伸的步態；而不能採用恐龍、現代鳥類、哺乳動物的後肢直立步態。其他喙嘴翼龍類也是採取相同步態。在2009年，凱文·帕迪恩提出不同意見，認為曲頜形翼龍可以採二足、四足方式的步態。關於曲頜形翼龍的步態，目前還沒有定論。
曲頜形翼龍的後肢短，腳掌小。與其他原始翼龍類相比，曲頜形翼龍的第五趾較小；翼龍類的第五趾被認為是支撐者兩腿間的異膜。

## 種系發生學
Felix Plieninger在命名曲頜翼龍時，將牠們歸類於翼龍目的喙嘴翼龍亞目，但沒有確切的分類位置；嘴嘴翼龍亞目現在被認為是個並系群，包含一群原始翼龍類的集合體，並演化出後期翼手龍類；由於是個並系群，嘴嘴翼龍亞目現在較少出現在科學文獻中，仍出現在大眾科普書籍。在1928年，法蘭茲·諾普喬（Franz Nopcsa）將剛改名的曲頜形翼龍，改歸類於喙嘴翼龍科的喙嘴翼龍亞科。之後有段時期，翼龍類的分類系統少被研究、更動。在1967年，Oskar Kuhn將曲頜形翼龍歸類於喙嘴翼龍科的曲頜形翼龍亞科（Campylognathoidinae），只包含曲頜形翼龍。在1974年，彼得·沃爾赫費爾提出曲頜形翼龍是更原始的物種，比喙嘴翼龍科還原始。
在21世紀初期，翼龍類分類開始導入親緣分支分類法研究。在2003年，大衛·安文（David Unwin）、亞歷山大·克爾納（Alexander Kellner）建立曲頜形翼龍科。根據大衛·安文版本，曲頜形翼龍科是Breviquartossa的姊妹分類單元，都屬於Lonchognatha演化支。根據亞歷山大·克爾納版本，則是Novialoidea演化支裡的最原始旁支。實際上，兩個版本的演化位置相同，但相關演化支名稱是使用不同版本。
曲頜形翼龍是真雙型齒翼龍的近親，兩者的頭顱骨、胸骨、肱骨很類似，但真雙型齒翼龍有較多原始特徵，而曲頜形翼龍較少原始特徵。在2010年，Brian Andres等人提出真雙型齒翼龍、奧地利翼龍形成一個更原始的演化支，而曲頜形翼龍科只包含曲頜形翼龍。其他近年種系發生學研究也得出類似的結論，並提出曲頜形翼龍的演化位置，比三疊紀的所有翼龍類、侏羅紀早期的雙型齒翼龍、雙孔翼龍還要衍化、進階。曲頜形翼龍是Novialoidea演化支的最原始物種；Novialoidea演化支包含：曲頜形翼龍、風神翼龍的最近共同祖先，以及其最近共同祖先的所有後代。

## 古生物學
大部分翼龍類被認為是魚類為食的動物。曲頜形翼龍有非常長的雙翼，化石發現於海相沉積層。在侏儸紀早期，侯茲馬登地層位於一個大型島嶼（Massif of Bohemia）的西北部，濱臨特提斯洋海岸。
但凱文·帕迪恩提出不同看法，他根據曲頜形翼龍、矛頜翼龍的不同牙齒形態，提出兩者占據不同生態位。牙齒長的矛頜翼龍是以魚類為食，而牙齒切割面銳利的曲頜翼龍，則是以小型陸棲動物為食。在相同地區裡，矛頜翼龍的化石約是曲頜形翼龍的五倍，曲頜形翼龍將被迫佔據不同於矛頜翼龍的生態位。

## 外部連結
- Enviro wiki
- Anatomy[永久]
- The Dinosauricon （页面存档备份，存于）
- https://web.archive.org/web/20070928013427/http://pterosaurs.co.uk/
- http://www.dinosaur.com （页面存档备份，存于）